# Jiří Barnat
Jiří Barnat (* 11. března 1977) je český informatik a vysokoškolský učitel, od roku 2023 děkan Fakulty informatiky Masarykovy univerzity (FI MU). 

## Život
Narodil se v březnu 1977. V roce 2000 získal magisterský titul na Fakultě informatiky Masarykovy univerzity. Ještě před koncem studia začal v roce 1999 působit na Fakultě informatiky MU jako externí vyučující. V únoru 2005 získal na fakultě také titul Ph.D. a začal zde působit jako odborný asistent. V květnu 2011 se na FI MU habilitoval a v lednu 2017 se stal profesorem. V letech 2016 až 2023 působil jako proděkan FI MU pro studijní programy a statutární zástupce děkana.
Během své kariéry získal několik ocenění; v letech 2000 a 2005 získal cenu děkana a za vynikající pedagogickou činnost v roce 2015 i cenu rektora Masarykovy univerzity. V dubnu 2023 byl zvolen děkanem své alma mater, když ve volbě porazil Václava Matyáše. Ve funkci tak vystřídal Jiřího Zlatušku, děkanem se oficiálně stal v září 2023. Na FI MU působí Barnat na Katedře teorie programování.
Jiří Barnat je ženatý a má tři dcery.